# Stefan Janev
Stefan Dinčev Janev (bulharsky: Стефан Динчев Янев, * 1. března 1960 Popovica, Plovdiv) je bulharský voják a politik, od května do prosince 2021 předseda vlády Bulharska, když stanul v čele dvou úřednických vlád. Během roku 2017 zastával posty vicepremiéra a ministra obrany v úřednickém kabinetu Ognjana Gerdžikova. Mezi lety 1979–2014 sloužil v bulharské armádě. V roce 2009 byl jmenován brigádním generálem.

## Vzdělání a vojenská služba
Narodil se roku 1960 ve vesnici Popovica na území Plovdivské oblasti. V roce 1979 maturoval na střední elektrotechnické škole v Plovdivu. Následně vystudoval vojenskou dělostřeleckou školu v Šumenu, později transformovanou do jedné ze dvou fakult Národní vojenské akademie Vasila Levského. Roku 1983 byl jmenován velitelem dělostřecké čety v Asenovgradu. V letech 1991–1993 absolvoval Vojenskou akademii Rakovského v Sofii.
V období 1993–1996 byl velitelem oddílu raketového dělostřelectva 4. armádního dělostřeleckého pluku v Asenovgradu. Další dva roky plnil funkci vedoucího znalce na oddělení mezinárodní spolupráce ministerstva obrany. Mezi lety 1998–2000 postoupil na pozici analytického důstojníka v koordinační skupině oddělení pro plánování a programování Partnerství pro mír v belgickém ústředí NATO. Mezi roky 2000–2001 působil jako zástupce velitele oddělení strategického plánování při Generálním štábu bulharské armády a další rok jako státní odborník na Ředitelství euroatlantické integrace bulharského ministerstva obrany, kde v letech 2002–2004 vedl jeden z odborů.
Po absolvování Národní univerzity obrany ve Washingtonu, D.C. (2004–2005) řídil v letech 2005–2007 ankarské oddělení transformace v Protiteroristickém středisku NATO. Mezi roky 2007–2011 byl ředitelem Ředitelství obranné politiky bulharského ministerstva obrany a následně sloužil jako vojenský přidělenec na velvyslanectví ve Spojených státech. V roce 2009 byl jmenován do hodnosti brigádního generála.
V květnu 2014 se na jeden měsíc stal náčelníkem Národní vojenské akademie Vasila Levského. V červnu 2014 na základě dekretu č. 144 opustil rektorskou pozici i vojenskou službu.

## Politická kariéra
Po zvolení Rumena Radeva bulharským prezidentem v lednu 2017 se stal jeho blízkým spolupracovníkem, když byl jmenován do funkce prezidentova tajemníka pro otázky bezpečnosti a obrany. V témže měsíci vznikla úřednická vláda Ognjana Gerdžikova, s cílem dovést zemi k předčasným parlamentním volbám uskutečněným v závěru března 2017. Stefan Janev se v ní stal vicepremiérem a ministrem obrany. Kabinet svou činnost ukončil v květnu 2017.
Po předčasných volbách do 240členného Národního shromáždění v dubnu 2021 se nepodařilo sestavit vládu. Prezident Radev tak v květnu 2021 rozpustil parlament, čímž otevřel cestu pro opakovaní předčasných voleb během července téhož roku. Do čela přechodného úřednického kabinetu jmenoval Stefana Janeva. Ani výsledky letních voleb neumožnily vznik stabilní většinové či menšinové vlády. Pověření na sestavení kabinetu postupně odmítly tři největší subjekty v parlamentu, jak vítězná, protestní a populistická strana Je takový národ (ITN) moderátora a zpěváka Slaviho Trifonova, tak i druhá na pásce GERB–SDS expremiéra Bojka Borisova; v září pak pověření vrátila rovněž šéfka bulharských socialistů Kornelija Ninovová z koalice BSP pro Bulharsko. Po rozpuštění parlamentu vznikla druhá Janevova úřednická vláda, s úkolem dovést zemi ke třetím parlamentním volbám v roce 2021. Ty byly vypsány na 14. listopad, poprvé do téhož data s prezidentskými volbami. Listopadové volby vyhrála protikorupční volební koalice Pokračujeme ve změně, založená ze čtyř stran v září 2021, jejíž spolulídr Kiril Petkov sestavil vládu jmenovanou 13. prosince 2021.